# دریسا دیار اسویوبا
دریسا دیار اسویوبا (به انگلیسی: Drissa Diarrassouba؛ زاده ۱۵ نوامبر ۱۹۹۴ آبیجان، ساحل عاج) بازیکن فوتبال حرفه‌ای اهل ساحل عاج است که در باشگاه فوتبال پدیده خراسان در لیگ برتر خلیج فارس در پست هافبک بازی می‌کند.